# سيزار إسبينوزا (لاعب كرة قدم)
سيزار إسبينوزا (بالإسبانية: César Espinoza)‏ هو لاعب كرة قدم فنزويلي، ولد في 9 أغسطس 1974. شارك مع منتخب فنزويلا لكرة القدم. أما مع النوادي، فقد لعب مع إستوديانتس دي ماردة ‏.

## وصلات خارجية
- سيزار إسبينوزا (لاعب كرة قدم) على موقع الاتحاد الدولي (مؤرشف)  (الإنجليزية)
- سيزار إسبينوزا (لاعب كرة قدم) على موقع قاعدة بيانات كرة القدم.إي يو (الإنجليزية)
- سيزار إسبينوزا (لاعب كرة قدم) على موقع قاعدة بيانات كرة القدم.إي يو (الإنجليزية)
- سيزار إسبينوزا (لاعب كرة قدم) على موقع ناشيونال فوتبول تيمز (الإنجليزية)